# Atletika na Letních olympijských hrách 2020 – hod oštěpem muži
Hod oštěpem mužů na Letních olympijských hrách 2020 se uskutečnil 4. a 7. srpna 2021 na Národním stadionu v Tokiu.

## Kvalifikace na Hry
Vstupním limitem pro kvalifikování se na hry do Tokia bylo hodit 85 metrů. Kapacita turnaje byla 32 účastníků, pokud jich nehodilo dostatek kvalifikační limit, byli zbývající účastníci vybráni přes tzv. Světový žebříček.
Období, kdy se atleti mohli kvalifikovat, bylo stanoveno od 1. května 2019 do 29. června 2020. Kvůli posunutí Her o rok kvůli pandemii covidu-19 byla kvalifikace prodloužena do 29. června 2021.
Z každé země se mohli kvalifikovat nejvýše 3 sportovci.

### Kvalifikovaní účastníci
| Způsob kvalifikace | Počet atletů | Země                   | Sportovci                                     |
| ------------------ | ------------ | ---------------------- | --------------------------------------------- |
| Limit 85,00 m      | 3            | Finsko                 | Lassi Elelätalo Oliver Helander Toni Kuusela  |
| Limit 85,00 m      | 3            | Německo                | Bernhard Seifert Johannes Vetter Julian Weber |
| Limit 85,00 m      | 2            | Bělorusko              | Aljaksej Katkavec Pavel Mjaleška              |
| Limit 85,00 m      | 2            | Indie                  | Níradž Čopra Shivpal Singh                    |
| Limit 85,00 m      | 2            | Tchaj-wan              | Cheng Chao-Tsun Huang Shih-feng               |
| Limit 85,00 m      | 1            | Česko                  | Jakub Vadlejch                                |
| Limit 85,00 m      | 1            | Estonsko               | Magnus Kirt                                   |
| Limit 85,00 m      | 1            | Grenada                | Anderson Peters                               |
| Limit 85,00 m      | 1            | Jihoafrická republika  | Rocco van Rooyen                              |
| Limit 85,00 m      | 1            | Keňa                   | Julius Yego                                   |
| Limit 85,00 m      | 1            | Lotyšsko               | Gatis Čakšs                                   |
| Limit 85,00 m      | 1            | Litva                  | Edis Matusevičius                             |
| Limit 85,00 m      | 1            | Moldavsko              | Andrian Mardare                               |
| Limit 85,00 m      | 1            | Pákistán               | Arshad Nadeem                                 |
| Limit 85,00 m      | 1            | Polsko                 | Marcin Krukowski                              |
| Limit 85,00 m      | 1            | Sportovci ROV          | Dmitrij Tarabin                               |
| Limit 85,00 m      | 1            | Švédsko                | Kim Amb                                       |
| Limit 85,00 m      | 1            | Trinidad a Tobago      | Keshorn Walcott                               |
| Světový žebříček   | 2            | Spojené státy americké | Michael Shuey Curtis Thompson                 |
| Světový žebříček   | 1            | Česko                  | Vítězslav Veselý                              |
| Světový žebříček   | 1            | Egypt                  | Ihab Abdelrahman                              |
| Světový žebříček   | 1            | Maďarsko               | Norbert Rivasz-Tóth                           |
| Světový žebříček   | 1            | Japonsko               | Takuto Kominami                               |
| Světový žebříček   | 1            | Polsko                 | Cyprian Mrzygłód                              |
| Světový žebříček   | 1            | Rumunsko               | Alexandru Novac                               |
| Světový žebříček   | 1            | Španělsko              | Odei Jainaga                                  |

## Rozvrh
Pozn.: Čas uváděn v tokijském časovém pásmu (UTC+9)
| Datum                | Čas   | Kolo        |
| -------------------- | ----- | ----------- |
| středa 4. srpna 2021 | 09:00 | Kvalifikace |
| sobota 7. srpna 2021 | 19:00 | Finále      |

## Formát soutěže
Kvalifikovaní sportovci se rozdělili do 2 kvalifikačních skupin. Každý mohl házet třikrát, finálový limit byl 83,50 m. Postupovalo 12 soutěžících. Pokud jich limit hodilo méně, doplní se o zbytek nejlepších. Ve finále má každý účastník 3 pokusy, nejlepších 6 další 3 pokusy (výkony z kvalifikace se nepočítají).

## Výsledky
Vysvětlivky
- Q – splněn kvalifikační limit 85,00 m
- q – doplnění do 12 finalistů
- SB = seasonal best – nejlepší výkon sezony
- NM = no mark – žádný platný pokus

### Kvalifikace
| Poř. | Sk. | Jméno               | Země                   | #1    | #2    | #3    | Výsledek | Pozn. |
| ---- | --- | ------------------- | ---------------------- | ----- | ----- | ----- | -------- | ----- |
| 1    | A   | Níradž Čopra        | Indie                  | 86,65 | —     | —     | 86,65    | Q     |
| 2    | A   | Johannes Vetter     | Německo                | 82,04 | 82,08 | 85,64 | 85,64    | Q     |
| 3    | B   | Arshad Nadeem       | Pákistán               | 78,50 | 85,16 | —     | 85,16    | Q     |
| 4    | B   | Jakub Vadlejch      | Česko                  | 79,27 | 78,96 | 84,93 | 84,93    | Q, SB |
| 5    | A   | Lassi Etelätalo     | Finsko                 | 84,50 | —     | —     | 84,50    | Q, SB |
| 6    | B   | Julian Weber        | Německo                | 84,41 | —     | —     | 84,41    | Q     |
| 7    | A   | Alexandru Novac     | Rumunsko               | 83,27 | 80,90 | X     | 83,27    | q, SB |
| 8    | A   | Vítězslav Veselý    | Česko                  | X     | 83,04 | X     | 83,04    | q, SB |
| 9    | B   | Aljaksej Katkavec   | Bělorusko              | 81,08 | 81,73 | 82,72 | 82,72    | q     |
| 10   | B   | Andrian Mardare     | Moldavsko              | 80,69 | 78,95 | 82,70 | 82,70    | q     |
| 11   | A   | Pavel Mjaleška      | Bělorusko              | X     | 82,17 | 82,64 | 82,64    | q     |
| 12   | A   | Kim Amb             | Švédsko                | 82,40 | 79,87 | X     | 82,40    | q, SB |
| 13   | A   | Ihab Abdelrahman    | Egypt                  | 81,67 | 81,92 | X     | 81,92    |       |
| 14   | A   | Edis Matusevičius   | Litva                  | 79,50 | 81,24 | 80,13 | 81,24    |       |
| 15   | B   | Anderson Peters     | Grenada                | 80,42 | 79,71 | 78,28 | 80,42    |       |
| 16   | B   | Keshorn Walcott     | Trinidad a Tobago      | 76,13 | 79,13 | 79,33 | 79,33    |       |
| 17   | B   | Oliver Helander     | Finsko                 | 78,81 | X     | X     | 78,81    |       |
| 18   | A   | Gatis Čakšs         | Lotyšsko               | X     | 78,73 | 78,02 | 78,73    |       |
| 19   | B   | Takuto Kominami     | Japonsko               | 72,56 | 78,39 | 78,07 | 78,39    |       |
| 20   | A   | Cyprian Mrzygłód    | Polsko                 | X     | X     | 78,33 | 78,33    |       |
| 21   | B   | Curtis Thompson     | Spojené státy americké | 78,20 | 78,09 | 77,89 | 78,20    |       |
| 22   | A   | Norbert Rivasz-Tóth | Maďarsko               | 77,76 | 77,11 | X     | 77,76    |       |
| 23   | A   | Rocco van Rooyen    | Jihoafrická republika  | 77,41 | 74,40 | 74,99 | 77,41    |       |
| 24   | B   | Julius Yego         | Keňa                   | X     | X     | 77,34 | 77,34    | SB    |
| 25   | A   | Huang Shih-feng     | Tchaj-wan              | 76,17 | X     | 77,16 | 77,16    |       |
| 26   | A   | Toni Kuusela        | Finsko                 | 72,75 | 76,96 | X     | 76,96    |       |
| 27   | B   | Shivpal Singh       | Indie                  | 76,40 | 74,80 | 74,81 | 76,40    |       |
| 28   | B   | Marcin Krukowski    | Polsko                 | X     | 74,65 | X     | 74,65    |       |
| 29   | B   | Odei Jainaga        | Španělsko              | 73,11 | 70,77 | X     | 73,11    |       |
| 30   | B   | Cheng Chao-tsun     | Tchaj-wan              | 68,18 | 71,20 | X     | 71,20    |       |
| 31   | B   | Bernhard Seifert    | Německo                | X     | X     | 68,30 | 68,30    |       |
|      | A   | Michael Shuey       | Spojené státy americké | X     | X     | X     | NM       |       |

### Finále
| Poř.                        | Jméno             | Země      | #1    | #2    | #3    | #4          | #5          | #6          | Výsledek | Pozn. |
| --------------------------- | ----------------- | --------- | ----- | ----- | ----- | ----------- | ----------- | ----------- | -------- | ----- |
| Zlatá olympijská medaile    | Níradž Čopra      | Indie     | 87,03 | 87,58 | 76,79 | X           | X           | 84,24       | 87,58    |       |
| Stříbrná olympijská medaile | Jakub Vadlejch    | Česko     | 83,98 | X     | X     | 82,86       | 86,67       | X           | 86,67    | SB    |
| Bronzová olympijská medaile | Vítězslav Veselý  | Česko     | 79,73 | 80,30 | 85,44 | X           | 84,98       | X           | 85,44    | SB    |
| 4                           | Julian Weber      | Německo   | 85,30 | 77,90 | 78,00 | 83,10       | 85,15       | 75,72       | 85,30    | SB    |
| 5                           | Arshad Nadeem     | Pákistán  | 82,40 | X     | 84,62 | 82,91       | 81,98       | X           | 84,62    |       |
| 6                           | Aljaksej Katkavec | Bělorusko | 82,49 | 81,03 | 83,71 | 79,24       | X           | X           | 83,71    |       |
| 7                           | Andrian Mardare   | Moldavsko | 81,16 | 81,73 | 82,84 | 81,90       | 83,30       | 81,09       | 83,30    |       |
| 8                           | Lassi Etelätalo   | Finsko    | 78,43 | 76,59 | 83,28 | 79,20       | 79,99       | 83,05       | 83,28    |       |
| 9                           | Johannes Vetter   | Německo   | 82,52 | X     | X     | nepostoupil | nepostoupil | nepostoupil | 82,52    |       |
| 10                          | Pavel Mjaleška    | Bělorusko | 82,28 | 79,34 | 78,13 | nepostoupil | nepostoupil | nepostoupil | 82,28    |       |
| 11                          | Kim Amb           | Švédsko   | 77,22 | 78,31 | 79,69 | nepostoupil | nepostoupil | nepostoupil | 79,69    |       |
| 12                          | Alexandru Novac   | Rumunsko  | 77,03 | 79,29 | X     | nepostoupil | nepostoupil | nepostoupil | 79,29    |       |